# 공정 무역
공정 무역(公正貿易, 영어: fair trade)은 다양한 상품의 생산에 관련하여, 여러 지역에서 사회와 환경 표준뿐만 아니라 공정한 가격을 지불하도록 촉진하기 위하여 국제 무역의 시장모델에 기초를 두고 조직된 사회 운동이다. 이 운동은 후진국에서 강대국으로의 수출품에 특히 초점을 두고 있는데, 주로 커피, 카카오, 코튼, 와인, 과일 등이다.
공정무역의 목적은 경쟁에서 안떠밀려 버린 생산자들과 노동자들이 함께 신중하게 일하는 데 있는데, 이는 생계의 안정성과 경제적 자급자족이 되도록 취약한 상태로부터 그들이 벗어나는 것을 돕기 위함이다. 또한 그들 자신의 조직에서 지분을 갖게 하고, 국제 무역에서의 공정성을 더욱 획득하기 위하여 국제적인 무대에서 더 활동적으로 폭넓은 역할을 수행하도록 함으로써 그들에게 자립 능력을 부여하는 데 목적이 있다.
공정 무역의 옹호자들은 옥스팜, 국제앰네스티, 그리고 국제카리타스 등과 같은 국제적인 종교 단체, 구호 단체, 환경 단체 등에 널리 분포되어 있다.
대부분의 개발 노력처럼, 공정 무역은 그 자체로 논쟁적임이 입증되었고, 정치적 스펙트럼의 양 극단으로부터 비판을 받아 왔다. 몇몇 경제학자들과 보수적 씽크 탱크들은 공정 무역을 성장을 방해하는 보조금의 일종으로 본다. 진보진영의 일부도 현재의 무역 시스템을 변화시키는 데 충분하지 않다는 면에서 공정 무역을 비판한다.
2006년에, 인증된 공정 무역 판매는 연간 41% 증가한 약 16억 유로에 달했다. 이것은 물리적 상거래에서 국제 무역의 1% 포인트의 100분의 1보다 적음을 보여주기 때문에, 공정 무역 생산품들은 일반적으로, 유럽과 북아메리카 생산 부문의 전체 매출액의 0.5~5%로 간주되고 있다. 2006년 10월에, 불이익을 받던 전 세계 150만 이상의 생산자들이 공정 무역으로부터 직접적인 이익을 얻었으며, 게다가 5백만명이 공정무역 기금으로 조성된 사회간접자본과 커뮤니티 개발 프로젝트로부터 이익을 얻었다.

## 정의
공정 무역의 정의는, 네 개의 공정 무역 네트워크(공정무역 국제상표기구, 국제 공정무역연합, 유럽 월드샾 네트워크, 유럽 공정무역연합회)의 공식 연합체인 FINE에 의해 만들어진 것이다.:
공정 무역은 무역 거래의 공동 협력으로써, 투명성과 존중 그리고 대화에 기초를 두며, 국제 무역에서 공정성을 더 확대하는 것을 추구한다. 경쟁에서 뒤처진 (특히 남반구 지역의, 저개발국) 생산자들과 노동자들의 권익을 보장하기 위해, 더 나은 무역 조건들을 제공함으로써 지속가능한 발전을 하는 데 기여한다. 공정무역 기구들은 (소비자들의 지원을 받아서) 전통적인 국제 무역의 법규와 관습으로부터 변화를 만들어 내기 위한 운동과, 의식적 자각을 일으키고, 생산자들을 돕는 데 적극적으로 참여하고 있다.

## 공정무역의 기본적 원칙

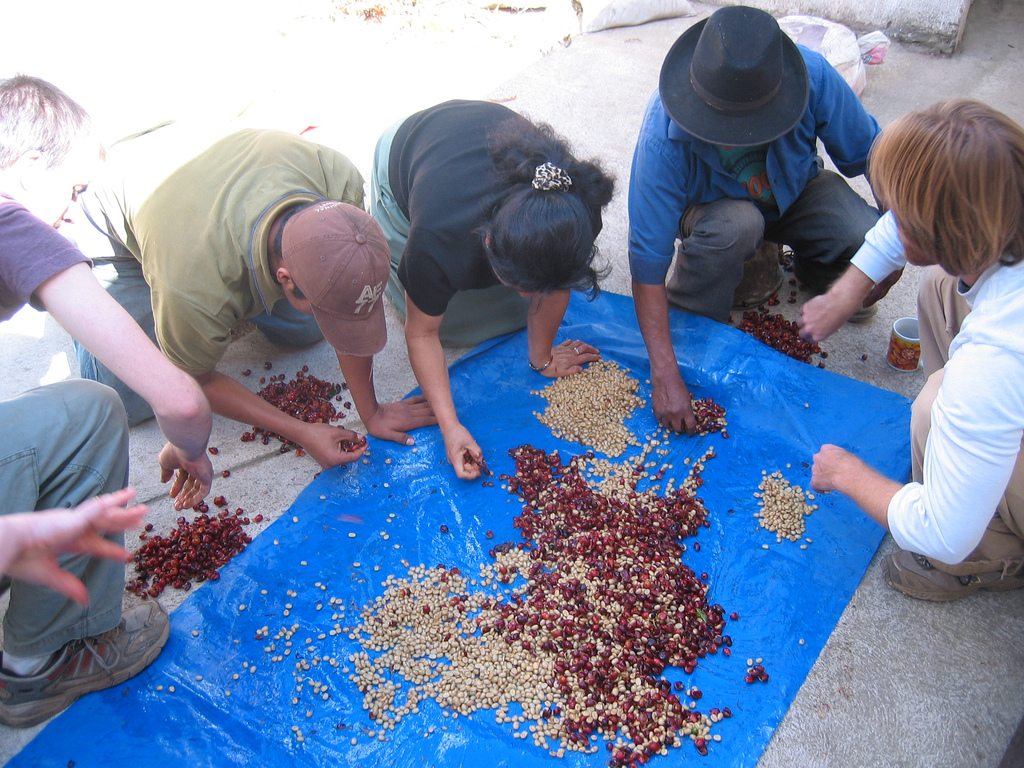
과테말라의 한 공정 무역 조합에서 커피 열매의 과육을 채취하고 분류하는 노동자들

공정무역 옹호자들은 일반적으로 무역 관계에서 다음의 원칙과 관례를 지지한다:
경제적으로 불이익을 받는 생산자들을 위한 기회의 창출
공정무역은 빈곤의 완화와 지속가능한 발전을 위한 전략이다. 그 목적은 전통적인 무역 관행 때문에 경제적으로 불이익을 당하고 경쟁에서 밀려난 생산자들을 위한 기회를 창출한다.
공정 무역은 투명한 관리를 필수로 하고, 상거래 관계가 무역거래 상대방을 존중하며 공정하게 거래하도록 한다.
생산 능력 배양
공정 무역은 그 지역 또는 현지 사정에서 맞는 공정한 가격은 대화와 참여를 통해 합의된 것이다. 그것은 생산 원가뿐만 아니라 생산이 사회적으로도 공정하고 환경적으로 건전하게 되는 것이 가능해지는 것까지 망라한다. 생산자에게 공정한 급료를 제공하며, 여성이든 남성이든 똑같은 노동에 똑같은 급료를 지불한다는 원칙을 지킨다. 공정무역의 거래자들은 가능한 한 생산자들이 수확 전 또는 생산 전에 자금조달을 쉽게 할 수 있도록 돕기 위해 그들의 거래자에게 즉시 지불하는 것을 책임진다.
성 평등공정 무역은 모든 남성과 여성의 노동에 있어서 정당하게 평가되어야 하고, 보상을 받아야 함을 의미한다. 어느 사람이든 생산 과정에 대한 그들의 기여만큼 항상 임금이 지불되어야 하고, 공정 무역은 생산자를 위한 안전하고 건강한 노동 환경을 의미한다. 아이들의 참여(만일 있다면)는 아이들의 복지와 안전, 교육적 요구 조건과 활동에 대한 필요가 해롭게 영향을 받지 않아야 한다.
환경 보호
공정 무역은 더 나은 환경 관행과 책임성있는 생산 방법의 사용을 촉진한다.

## 운동의 일반적 구조
거의 대부분의 공정무역 수입 기관들은 하나 또는 몇몇 국가 또는 국제적인 연맹체들에 의해 인증되거나 회원들이다. 이 연맹체들은 공정무역 기구들의 활동을 돕거나 조정하거나 장려한다. 다음은 가장 크고 영향력 있는 기구들이다.:
- 국제 공정무역 상표기구(FLO)는 1997년 설립된 3개의 생산자 네트워크와 20개국 상표의 연합으로, 각각 자국에서 공정무역 인증 상표를 장려하고 거래하는 주도권을 갖고 있다. 농민과 노동자의 가족, 약 1백만명이 포함되어 있는, 아프리카와 아시아 그리고 라틴아메리카의 약 50개국 이상의 생산자 기구들을 정기적으로 검사하고, 인증한다.

- 국제 공정무역 연합 (IFAT)는 1989년 설립된 공정무역 생산자 조합과 협회들의 글로벌 연합체로, 수출거래회사, 수입업자, 소매상 그리고 국가 및 지역의 공정무역 지지 기구들이 포함되어 있다. 2004년 IFAT는 (상표 등록하는 FLO 시스템에 반대하여) 등록된 공정무역기구에서 인증한, FTO(Fair Trade Organization) 상표를 시장에 내놓았다. IFTA는 60여 국가에 약 300개 회원을 갖고 있다.

- 유럽 월드샾 네트워크 (NEWS)는 1994년 설립된 전 유럽의 13개국의 15개 월드샾 연합체의 산하 네트워크이다.

- 유럽 공정무역 연합 (EFTA)은 1990년에 설립된 유럽의 공정무역 기구들의 네트워크로, 아프리카와 아시아 그리고 라틴 아메리카에서 경제적으로 불이익을 받는 400여개의 생산자 그룹으로부터 생산품을 수입한다. EFTA의 목표는 공정무역을 증진하고, 더 효과적이며 효율적으로 공정무역 수입을 하려는 데 있다. 기구는 또한 공정무역 시장의 발전 과정을 매년 다양한 출판물로 출판한다. EFTA는 현재 9개국에 11개의 산하 단체를 두고 있다.

1998년에, 이 4개의 연맹체들은 공정무역 표준과 지침을 조화시키고, 공정 무역 모니터링 시스템의 질과 효율성을 높이며, 정치적으로 공정 무역을 옹호할 목적으로 공식적인 연합체인 FINE를 설립했다.
- 공정무역 연합 (FTF)는 캐나다와 미국의 공정 무역 도매업자들과 수입 업체, 소매업자들의 연합체이다. 기구는 공정무역 생산자 그룹에 자신의 회원들을 연결하고, 한편으로는 공정 무역상에서의 정보를 위한 물류센터로서의 역할을 하면서, 자원을 제공하고 그 회원들에게 기회 제공을 위한 정보 교환을 한다고한다.

## 역사
종교 단체들과 다양한 정치지향적 비정부 기구(NGO)들에 의하여 1940년대와 1950년대에 선진국 시장에서 공정무역 상품을 상품화하려는 첫 시도가 있었다. 1946년과 1949년에, 메노나이트 중앙위원회(MCC) 소속의 비정부 기구인 텐싸우전드빌리지과 국제 SERRV가 각각, 개발도상국에서 공정무역 공급망을 개발한 것이 처음이다. 거의 대부분이 황마 상품에서부터 십자수 제품까지 걸쳐 있는 수공예품들인 생산품들은 거의 대부분 교회 또는 바자회 등에서 팔렸다. 그 상품들 자체로는 기부가 있어 주기를 바라는 것 말고는 다른 역할을 하지 못했다.

## 비판
공정무역이 대중적인 관심이 높아짐에 따라 정치적 스펙트럼의 양 극단으로부터 비판도 증가했다. 몇몇 경제학자들과 씽크 탱크는 "공정 무역"을 성장을 저해하는 보조금의 일종으로 본다. 좌파 진영의 일부도 공정 무역이 현재의 무역 시스템과 대결하기에는 충분치 않다며 비판한다.

### 가격 왜곡 논쟁

#### 비판
이를테면 아담 스미스 연구소 와 같은 공정무역 반대론자들은, 상품에 대한 최저 가격을 많은 경우에 시장 가격 위에 있도록 놓으려는 공정무역 시도들은 농업 보조금과 비슷하며, 이로 인해 생산이 촉진된다고 주장한다. 공정 무역 반대론자들이 주장하는 것처럼, 더욱 더 생산하는 기존 생산자들과 새롭게 시장에 진입하는 생산자들이 초과 공급을 불러 일으킨다고 주장한다. 수요와 공급의 법칙에 따라서, 초과 공급은 비-공정무역 시장에서 가격하한제의 원인이 될 수 있다.
2003년의 연구에서, 카토 연구소의 부소장 브랑크 린지는 공정무역에 대해 "잘 고안된, 실패로 귀결될 운명인 간섭주의자의 기획"이라고 지적한다. 린지에 의하면, 공정무역은 잘못된 가격 구조를 다른 것으로 대체함으로써 시장 실패를 벌충하려는 잘못된 시도다. 린지의 코멘트는 "공정무역 생산자들이 생산을 증가시키도록 만든다"라는 주장을 하면서, 공정무역에 대한 주된 비판론을 되풀이한다. 공정 무역 비판론자들은, 공정무역 생산자들이 짧은 기간 동안에는 이익을 얻는 데 반하여, 길게는 경제 성장과 발전에 대해 충격을 준다며 우려한다. 경제 이론에 의하면, 초과 생산 때문에 가격이 낮을때는보조금을 주거나 그렇지 않으면 인위적으로 상승하는 가격은 공급을 더욱 촉진하여 문제를 악화시킬뿐만 아니라 노동자들에게 비생산활동을 증가시키게 된다고 한다.
공정 무역은 (가격을 고정시키기보다는) 최저 가격을 두어서 시장가격이 이 수준 이하로 떨어질 경우에도 농민들이 지속 가능한 생산을 위한 비용을 지불할 수 있도록 보장해줍니다. 최저 가격은 고정된 가격이 아니라 시장 기반의 가격 협상에서의 출발점일 뿐입니다. 보통 많은 공정 무역 생산자들이 상품의 질, 커피 콩(또는 다른 상품)의 종류, 또는 그들만이 제공하는 특별한 요소 덕분에 최저 가격 이상의 가격에 생산품을 팝니다. 최저 가격 메커니즘은 공급 조직에서 가장 피해를 입기 쉬운 사람들에게 위기 상황에서도 그들의 기본적인 생산비용을 지불할 수 있도록 보장해줍니다. 실제로 그것은 시장가격이 어느 수준 이하로 떨어질 경우에 농민들이 계속해서 제품을 생산하는 데 필요한 비용을 얻을 수 있도록 안전망을 만들어줍니다.

게다가, 공정 무역의 최저 가격은 시장 가격이 이보다 낮을 경우에만 적용된다. 시장 가격이 최저 가격을 넘어설 경우에, 상인들은 최저 가격 기준에 따라서가 아니라 시장 가격의 기준에 따라 가격을 결정하게 된다.
헤이스, 베케티, 그리고 로사티 등의 몇몇 학자들도 이러한 비판에 대해 두 가지 다른 반박을 한다.
1. 첫 번째로, 많은 경우에 생산자와 중간 상인 사이의 교환은 경쟁적 구조를 기반으로 하여 일어나지 않는다. 그런 상황에서 시장 가격이 왜곡되는데, 그건 생산자들의 생산성이 아니라 그보다 미약한 그들의 시장에서의 힘을 반영하기 때문이다.
2. 두 번째로, 가격 왜곡 논란은 제품 차별화의 원리는 반영하지 않는다. 예를 들어, 커피는 기름과 같은 다른 제품들과 비교될 수 없다: 커피에는 한 가지 종류만 있는 게 아니라 품질, 혼합물, 포장, 그리고 "사회적 책임"이라는 특징들에 따라 서로 구별되는 다양한 브랜드들이 있다. 소비자의 요구와 입맛이 왜 이런 각각의 제품들에 대한 다른 시장 가격이 받아들여질 수 있는지 설명해 준다. 이런 관점에서 볼 때, 공정 무역은 식품 산업에서 시장 주도적인 혁신을 일으키며, 그것은 점점 더 많은 사람들이 환경적, 사회적 책임에 따라 기꺼이 값을 지불하려고 하는 종류의 제품들을 만들어낸다.

## 같이 보기
- 대안세계화
- 반세계화 운동
- 윤리적 소비주의
- 킴벌리 프로세스
- 남남 협력